# 1916. február 29-ei ütközet
Az 1916. február 29-ei ütközet az első világháború egy kisebb tengeri összecsapása volt, melyben brit hadihajók megsemmisítették az Atlanti-óceánra kijutni igyekvő német Greif segédcirkálót. A britek már előre értesültek a Greif kifutásáról, így felkészülten várták az érkezését. Az összecsapást brit részről jórészt az Alcantara segédcirkáló vívta meg, mely szintén elsüllyedt.

## Előzmények

### AGreifsegédcirkáló és a német tervek
1916 februárjában a német hadvezetés az északi-tengeri blokádon át kereskedelmi háború folytatására szándékozta küldeni a Greif segédcirkálót Rudolf Tietze fregattkapitány parancsnoksága alatt. A segédcirkálót a Guben teherhajó felfegyverzésével alakították ki. Tüzérségéhez négy 15 cm-es és egy 10,5 cm-es löveg tartozott. Ezeken kívül rendelkezett még két 50 cm űrméretű torpedóvető csővel. A Greifon összesen 307 fő teljesített szolgálatot, köztük 10 tiszt. A legénységéből 130 fő érkezett az aktív állományból, 167 fő pedig tartalékos volt. Utasításai értelmében Izlandot megkerülve a Dánia-szoroson át ki kellett hajózzon az Atlanti-óceánra, ahol támadnia kellett az antant hajóforgalmát (kereskedelmi háborút kellett folytatnia). Az Északi-tengeren a norvég partoktól 70 tmf távolságra vezetett az útja. Ezen a részen az U 70 tengeralattjárónak kellett végeznie felderítést számára Stavangerig, előtte 40 tmf távolságra haladva. Amennyiben a Greif nem tudott volna visszatérni Németországba, úgy Német Kelet-Afrikába kellett elhajóznia.

### AzAlcantara
A Greif későbbi ellenfelét, az Alcantarát 1915 áprilisában rekvirálta a brit admiralitás három másik A-szériásnak nevezett (A-series) utasszállító hajóval (Avon, Arlanza, Andes) együtt, hogy segédcirkálónak (Armed Merchant Cruiser) alakítsák át őket. Az Alcantara hat 152 mm-es ágyút, egy légvédelmi ágyút és mélységi bombákat kapott fegyverzetül. Április 17-én Liverpool kikötőjében állították szolgálatba és a 10. cirkálóraj kötelékébe került – hasonlóan az Arlanzához és az Andes-hez –, mely egység az Északi-tenger blokádját fenntartó erők közé tartozott (Northern Patrol). A cirkálóraj az Északi-tenger, a Norvég-tenger és a Jeges-tenger nagyjából 200 000 négyzetmérföld nagyságú területén cirkált, hogy megakadályozza a német hajók kijutását az Atlanti-óceánra vagy az onnan való visszaérkezésüket.

## AGreifbevetése
Az Elbán Hamburgnál horgonyzó Greif február 27-én 16:30-kor vonta fel a horgonyt és indult el északi irányba az aknamezők között a Horns Rev felé. Az U 70-nel nem tudott kapcsolatba lépni a szeles, hóviharos rossz időjárás miatt, de ezen körülmények miatt a tengeralattjáró nem is tudta volna elvégezni a rábízott felderítést. Az U 70 február 27-én Lindesnestől nyugatra észlelt egy brit tengeralattjárót, ami ellen az időjárás miatt nem tudott támadást intézni, de rádión jelentést tett róla. A német feltételezések szerint ez a tengeralattjáró az ugyanitt 24 órával később elhaladó német segédcirkálóra várakozhatott, mivel a hajóorvos jelentése szerint az összecsapásban később életét vesztő rádiós tiszttel beszélgetve utóbbi megjegyezte, hogy elfogtak egy brit tengeralattjáró által küldött üzenetet, melyben ez állt: „gyanús, látszólag felfegyverzett gőzhajó északnak haladóban észlelve”.
A Greif éjjel 01:00 körül hagyta el a Horns Rev világítótornyát és továbbhaladva az előre kijelölt vonalon a norvég partoktól tartotta a 70 tmf távolságot. Február 28-ról 29-re való éjjel 23:00 és 01:00 között a Greifról a 60. szélességi fok mentén fényjelzéseket észleltek, melyeket brit cirkálóktól származóknak véltek és félóránként megismétlődtek. Ekkor hagyhatta maga mögött a brit blokád első vonalát. Az éjszaka folyamán az időjárás megenyhült és a korábban mindössze 2 tmf látótávolság jelentősen növekedett.

## Brit reakció aGreifkifutására
Február 28-án délben a brit admiralitás figyelmeztette John Jellicoe tengernagyot, a brit haditengerészet főerőit tömörítő és Scapa Flow-ban állomásozó Grand Fleet parancsnokát, hogy egy német hajó elhagyta az Elbát és az U 70 tengeralattjáró 40 tmf távolságra előtte haladva biztosítja egészen az északi szélesség 59° 20'-ig.
Jellicoe két cirkáló és négy romboló kifutását rendelte el az Északi-tengerre a délebbre lévő Rosyth-ból azzal a feladattal, hogy tartóztassák fel a német hajót amennyiben az nyugat felé térne ki, Scapa Flow-ból pedig a Comus, a Calliope és a Blanche könnyűcirkálókat egy-egy romboló kíséretében küldte ki a norvég partokhoz, hogy az északi irányt zárják le a segédcirkáló előtt.
A brit leírások szerint röviddel éjfél után a rádiófelderítőik azonosítottak egy német hajót Egersund előtt Norvégia délnyugati partjainál. A Scapa Flow-ból kifutó cirkálókat ennek megfelelően egy Egersund központú ívszelet átkutatására küldték. A 10. cirkálórajhoz tartozó Columbella és a Patia segédcirkálók Shetland északi végétől kiindulva az attól északkeletre lévő vizeket kellett átkutassák.
Az Andes segédcirkáló ekkor már itt tartózkodott, hogy felváltsa a Liverpoolba szénvételezésre induló Alcantarát. Wardle kapitány az Alcantarával Shetlandtól keletre 60 tmf távolságra tervezett találkozni a felváltására érkező – és titkos iratokat átadni szándékozó – Andes-zel és már közel volt a találkozási ponthoz, mikor maradásra felszólító rádióüzenet érkezett, melyben tudatták, hogy egy álcázott német segédcirkáló felbukkanása várható déli irányból.
Német észrevételek a brit leírással kapcsolatban

A brit állításokat, miszerint február 29-én röviddel 00:00 után mérték be rádiójelek alapján a Greifot közvetlenül Egersundnál, a német történetírás több okból kifolyólag is kétkedve fogadta. A segédcirkálók parancsnokainak, így Tietze fregattkapitánynak is a figyelmét nyomatékosan felhívták arra, hogy nem szabad rádiójelzéseket leadniuk. Ennek megfelelően a Greif egyáltalán nem adott le rádiójelzést és egyetlen német rádióállomás sem vételezett tőle származó jeleket. Az állítás azért sem felelhet meg a valóságnak, mert az adott időben a Greif brit segédcirkálók egymás közötti fényjelzéseit észlelte azon a helyen, ahol a britek őt bemérni vélték, így rádiójelek leadásával azonnal elárulta volna magát. Ráadásul a Greif az adott időben nem Egersundnál, hanem innen 120 tmf-del északnyugatabbra volt.

## Az ütközet

### Észlelések

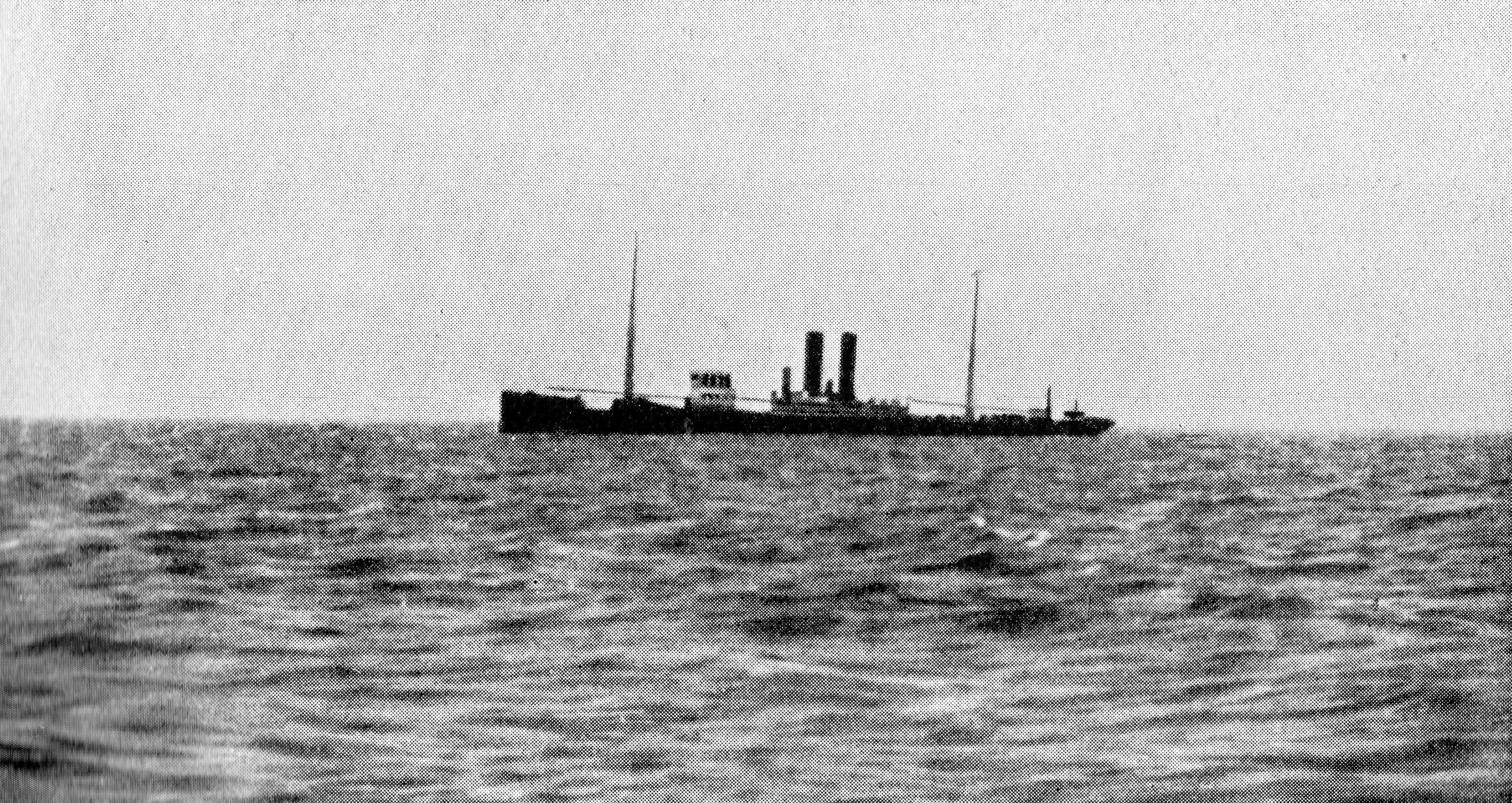
A Greif még két kéménnyel

Február 29-én 05:00-kor az északnyugatnak tartó Greif egy elsötétítve közlekedő brit segédcirkálót észlelt 4000 méteres távolságban, mire kitérő manővert hajtott végre és ködbe burkolta magát. 09:00-kor egy újabb brit segédcirkálót – az Andes-t – észleltek maguk előtt jobbra. A Greif az eddigi északnyugati menetirányát északkeletire változtatta, amivel azt a látszatot akarta kelteni, mintha Trondheim felé tartana és felvonta a norvég zászlót. A britek is észrevették a németeket és azokéval párhuzamos irányra álltak nagy távolságot tartva.
A Greifról hamarosan feltűnt egy újabb brit segédcirkáló, mely tőlük jobbra, az övükével párhuzamos, de ellentétes irányban haladt nagy sebességgel. Ez az Alcantara volt, mely észak-északkeleti irányban haladt a járőrözési vonala mentén és 08:45-kor (, parancsnoka, Wardle kapitány jelentése szerint 08:55-kor) észlelt a bal oldalán füstöt (a Greifét) és ezzel csaknem egyidőben kapta meg az Andes rádiójelzését, melyben egy északkeleti irányba tartó és 15 csomóval haladó ellenséges hajóra hívta fel a figyelmet ("Enemy in sight north-east 15 knots"). Wardle északi irányra állt az Alcantarával és teljes sebességgel az észlelt hajó felé közeledett. Az Alcantaráról ekkor még csak a Greif kéményfüstjét látták, az Andes-ét nem. A két brit hajó között 09:10-kor jött létre a vizuális kapcsolat.
Közelebb érve Wardle látta, hogy az észlelt teherhajó egy kéménnyel rendelkezik és norvég zászló alatt hajózik. Az Andes egy korábbi üzenetében azt közölte, hogy a keresett hajó két kéménnyel rendelkezik, ezért Wardle számára kétséges volt, hogy ez lehet-e a keresett jármű. Mielőtt csatlakozott volna az üldözéshez, Wardle ellenőrizni akarta még és 5000 m távolságra érve tőle 09:15-kor két lövést adott le vaktölténnyel a megállításához, majd harckészültséget rendelt el. 09:20-kor Wardle üzenetet kapott az Andes-től, hogy az ellenség a menetirányát délkeletire módosította. Az Andes is erre az irányra állt, így közeledett a másik két hajóhoz. Ez tovább növelte a kétségeket Wardle-ben afelől, hogy a megállított norvég felségjelű a keresett jármű, mivel a rádiójelzések alapján ez nem lehetett az Andes által üldözött hajó. Az Alcantara őrszemei ekkor már le tudták olvasni a nevét (Rena) és a hajó autentikusnak is tűnt.
A németek megállításukkor mind a két brit hajót látták, ám – tévesen – úgy vélték, azok még mindig nem látják egymást. A németek ebből úgy ítélték meg, hogy már nem menekülhetnek ebből a helyzetből, az Alcantaráról ugyanis feltételezték, azt szándékosan a visszavonulási útjuk elvágására küldték. Az Alcantara kérdésére, hogy mely hajó és hova tart, azt a választ adta, hogy egy norvég hajó és a La Platáról futott ki és Trondheimbe igyekszik. Az Alcantara számára a teherhajó megjelenése nem tűnt gyanúsnak, de az általa megadott azonosítószámot nem találták az Északi-tengeren áthaladásra engedélyeztetett hajók listáján, ezért Wardle továbbra is végre kívánta hajtani az ellenőrzését és nagy ívet leírva a tatja mögé helyezkedett, amivel átmenetileg a torpedóvető csövek holtterébe került. A Greif fedélzetén csak néhány ember mutatkozott ekkor, hogy ne keltsenek gyanút. Az Alcantara egy csónakot készített fel, hogy az idegen hajó ellenőrzését elvégezze, a Greifon pedig egy gyors tűzcsapást és torpedótámadást terveztek végrehajtani ellene, mivel az Andes is egyre közelebb ért hozzá.

### AGreif–Alcantaratűzpárbaj

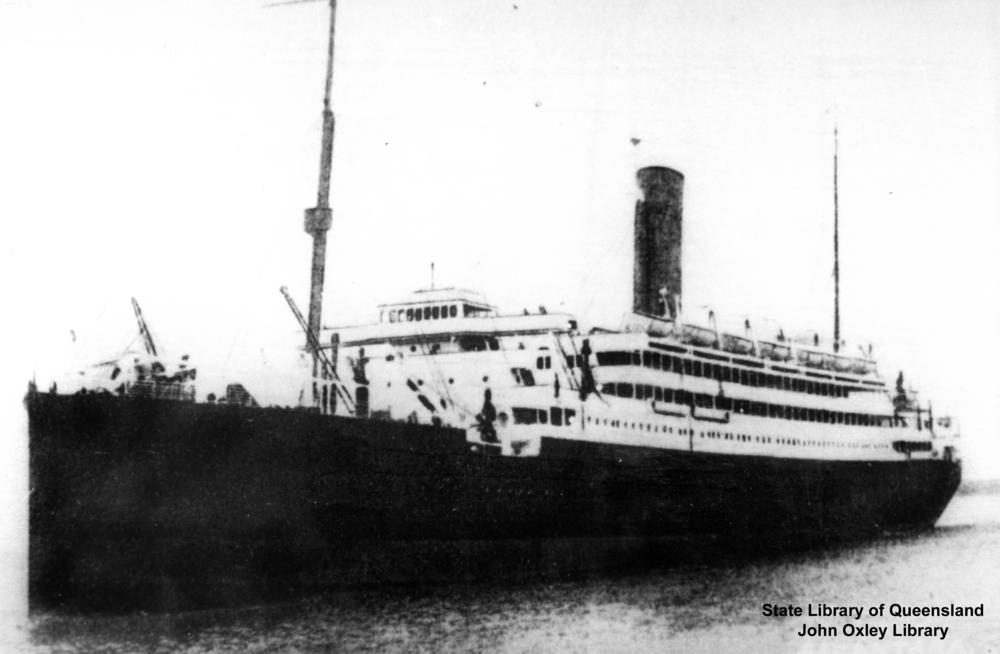
Az Alcantara

A Greif mögött elhaladó Alcantara átkerült a német segédcirkáló bal oldalára és lassan olyan pozícióba került, hogy a németek számára a torpedókilövés feléje kedvezőnek tűnt. Wardle előzőleg rádión értesítette az Andes-t a teherhajó megállításáról és folyamatban lévő ellenőrzéséről, mire annak parancsnoka, Young kapitány 09:35-kor közölte vele, hogy ez a gyanús hajó ("This is the suspicious ship"). Az Alcantarán tovább folytatták az előkészületeket az átszálláshoz és 09:40-kor épp leengedték volna a csónakot, mikor a megállított hajón a norvég zászlót gyorsan bevonták, de közben a zászlórúd eltörött, mivel a közvetlen mellé telepített ködképző berendezés szétmarta. Ugyanebben a pillanatban – a német leírás szerint 09:28-kor, azaz 12 perccel korábban – a főárbócra felvonták a német hadilobogót és 1100 m távolságból a (hátsó) tatágyúja tüzet nyitott, majd az oldaláról is aláhullottak a többi ágyút takaró elemek és teljes gőzzel megindult előre. Az első lövéseivel – a saját német megfigyelések szerint a második sortüzével – eltalálta az átszálláshoz előkészített csónakot a benne ülőkkel és megrongálta az Alcantara hidraulikus kormányszerkezetét. Az Alcantara a vízvonalán elszenvedett találatok miatt hamar jobb oldalára kezdett dőlni.
Mivel az Alcantara hamar viszonozta a tüzet, még az előtt találatokat ért el a Greifon, mielőtt arról a torpedót kilőtték volna. A torpedó azonban az Alcantara előtt haladt el, mivel annak sebességét túlbecsülték. Az valójában a csónak leengedéséhez leállította a gépeit, így folyamatosan lassult. A harc kezdetekor mindkét hajó teljes gőzzel fokozta a sebességét és számos találatot ért el a másikon a kis távolságnak köszönhetően. A Greifot főként magasan érték a találatok és a felépítményeit lényegében szétlőtték. Az első brit találat egy a rádiószobát ért telitalálat volt. ezzel egyidőben szerzett súlyos fejsérülést Weddige főhadnagy, a tüzértiszt. Gärtner főkormányos [Obersteuermann] mindkét lábán megsérült, az első tiszt, Rebesky sorhajóhadnagy röviddel a tűzharc kezdete után vesztette életét. A híd hátulsó fele levegőbe repült, a középső részén tűz ütött ki, de eloltani nem lehetett, mivel minden vízvezeték megrongálódott. Az elülső és hátulsó lövegek emiatt különállóan folytatták a tüzelést. Később a 4. löveget telitalálat érte, a kezelői mind elestek. A hátsó lőszerraktárt is találat érte, az itt tartózkodók harcképtelenné váltak és tűz keletkezett. A hajó közepén tomboló tűz miatt nem volt kapcsolat a híd és a tatrész között, így lőszert sem lehetett hátrajuttatni és így a 3. löveg is harcképtelenné vált. (A 3. és 4. löveg a taton egymás mögött kapott helyet.) A kormánylapát hajtóművét telitalálat érte, ami miatt a hajó kormányozhatatlanná vált. A gőzvezetékeket ért találat miatt két kazán is használhatatlanná vált. A bal oldali torpedóvető egy második torpedót is kilőtt, de ez sem talált célt, vélhetőleg azért, mert a heves ellenséges tűz a felső fedélzeten olyan pusztító volt, hogy a torpedót „túlbuzgóságból” túl korán lőtték ki.
Ekkorra már a hajó egész középső része és a híd is lángokban állt, utóbbi félig össze is omlott, így Tietze fregattkapitánynak a fedélzet előtte lévő részéről kellett irányítania. Még mielőtt a kormánylapátot mozgató gép tönkrement volna, éles balra kanyarodást rendelt el, hogy a jobb oldali torpedóvető csövet is be lehessen vetni. Közben a távolság a két hajó között 1100 méterről 2800 méterre nőtt. Az ebből a távolságból kilőtt harmadik, immár a jobb oldali csőből kilőtt torpedó az Alcantara közepét találta el, mire erősen megdőlt a jobb oldalára és felhagyott a tüzeléssel. A torpedó a félig üres szénraktárak magasságában robbant és ezek elnyelték a robbanás erejét, ezért a hajó csak viszonylag lassan kezdett el süllyedni. A torpedótalálattal egy időben a német hajó torpedótermét találat érte, sok embert megölve és megsebesítve. A menthetetlen Alcantarán Wardle kapitány a hajó elhagyására adott parancsot és az ezt követően nem sokkal, 11:02-kor oldalára dőlve 69 fővel a fedélzetén elsüllyedt. Ezt látva a német parancsnok és legénysége háromszoros hurrá-kiáltással éltette a császárt.

### Brit erősítések beérkezése

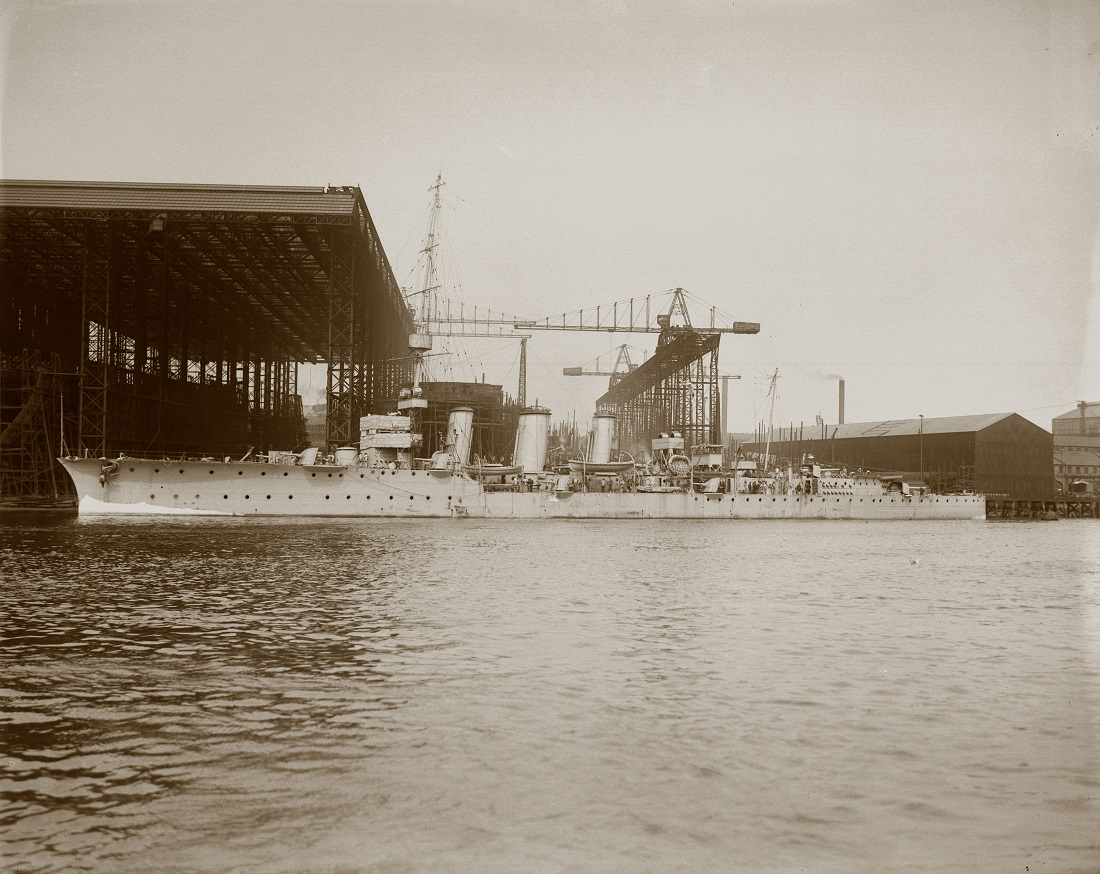
A Comus könnyűcirkáló a wallsendi Swan Hunter hajógyárban

A német leírás szerint a harc ezután is folytatódott, az egyetlen még használható jobb oldali elülső ágyúval az összecsapásba becsatlakozó Andes ellen. A brit leírások szerint a harci zajra ide érkező Andes 3 tmf távolságból nyitott tüzet és az ő lövedékei találták el a Greif hídját és tették tönkre a kormányszerkezetét. A németek több elért találatot is észlelni véltek, de az Andes valójában nem sérült meg. Közben 10:50-re beérkezett a Comus könnyűcirkáló és a kíséretében lévő Munster romboló is, melyek a déli vonal legészakabbra jutó egységei voltak. Ezek több téves tengeralattjáró-észlelés miatt kicsit késve kezdték meg az Alcantara túlélőinek kimentését, akik így 20 percet kellett töltsenek a vízben, majd ezután szintén becsatlakoztak a harcba. Egy idő után a Greif egyetlen még használható lövegének a závárzata is akadni kezdett és nem lehetett már többet kinyitni.
Mivel a Comus, a Munster és az Andes is tűz alatt tartotta, Tietze fregattkapitány parancsot adott a hajó elsüllyesztésére, majd röviddel rá a hajó elhagyására. (Ez más leírások szerint már 10:18-kor megtörtént, mielőtt a két újabb hajó beérkezett volna.) A bal oldalon két épségben maradt csónakot és több tutajt vízre tettek, de ezeken nem fért el az összes túlélő, ezért különböző úszni képes tárgyakat dobtak a vízbe, hogy legyen mibe kapaszkodniuk a vízben úszóknak. A súlyos sebesülteket igyekeztek a csónakokban elhelyezni. Tietze fregattkapitány utolsóként hagyta el a hajóját és az egyik mentőcsónak kimentette a vízből, de egy gránátszilánk a fején találta és azonnal életét veszítette. A Comus 11:39 és 12:12 között erős tűz alatt tartotta a lassan süllyedő és legénység nélküli hajót. A németek a brit hajók közötti morzejelzésekből kiolvasták, hogy ennek oka egy észlelni vélt német tengeralattjáró volt és ezért nem siettek egyből a segítségükre. A Greif 13:00 körül süllyedt el felvont zászlókkal.
Az Andes és a Munster 125 német tengerészt, köztük 5 tisztet, mentett ki a 7 °C hőmérsékletű vízből. A legénység többi 187 tagja életét veszítette a harcban. Brit oldalon az elhalálozott sebesültekkel együtt 72 fő volt az elesettek száma. A német beszámolók szerint nagyon jó ellátásban részesültek és a britek nagyon előzékenyek voltak velük. A britekkel folytatott beszélgetésekből kiderült számukra, hogy tudatában voltak az érkezésüknek és már várták a felbukkanásukat. A britek számtalan apró részlettel rendelkeztek, így azt is tudták például, hogy a Greif Kielt négy napja hagyta el és ott a Lützow mellett horgonyzott, eközben a csatacirkálóról kapták az ellátmányukat.

## Értékelések
Az összecsapásban négy brit hadihajó találkozott össze a Greiffal, a Greif és az Alcantara elsüllyedtek. Wardle-t később azért érte bírálat, mert túl közel manőverezett az ismeretlen hajóhoz még mielőtt kellően azonosította volna. A hiba Wardle hajójába és számos emberének életébe került, de ennek ellenére jelölték a Distinguished Service Order (DSO) kitüntetésre és karrierje során végül ellentengernagyi rangig vitte. A Greif utazásának gyors befejezése az Admiralstabot arra késztette, hogy felfüggessze újabb segédcirkálók bevetését és erősítette a tengeralattjáró-háború fokozásának híveit.
A német meglátások szerint a segédcirkáló vesztét az ellenséges kémtevékenység és a február 28-án délben a brit tengeralattjáró általi észlelése okozta. A német történetírás azonban némiképp máshogyan rekonstruálta az eseményeket, mint a brit. A brit intézkedések alapján Raeder megemlíti, hogy a Greifot Bergen magasságában három könnyűcirkáló és három romboló, míg egy északabbra, a Shetland-szigetek magasságában húzódó második vonalon négy segédcirkáló várta. Ez alapján úgy véli, a déli vonalon a fényjelzések éjszakai észlelésekor már sikeresen átjutott. Az első vonal hajói az állítólagos bemérést követően azt a parancsot kapták, hogy egy Egersund körüli íven folytassák a keresést, ami azonban az éjszaka folyamán csak szerencsével vezethetett volna eredményre, így – feltevése szerint – a hat brit hajó legyezőszerűen szétbontakozva északi irányba indult meg a német segédcirkáló feltételezett sebességével. Ettől a britek azt várhatták, hogy reggelre tőle északra fognak helyezkedni, de valójában le voltak maradva tőle, mivel a Greif a vonal keleti szárnyát már éjfél körül maga mögött hagyta. Máskülönben a Comus és a Munster nem érhetett volna két órán belül az Andes rádiójelzését („Ellenség észlelve”) követően a tűzharc helyszínére. Emiatt Raeder véleménye szerint a brit leírás nem egyeztethető össze pontosan a valós eseményekkel. Raeder szerint sajnálatos, hogy a német hadvezetés nem támogatta több tengeralattjáróval a Greif Északi-tengeren való áthaladását és ezek nem kísérték legalább a Shetland-szigetekig.

## Függelék – Wardle jelentése
Az alábbi részben Wardle kapitánynak (captain), az Alcantara segédcirkáló parancsnokának az összecsapás másnapján megfogalmazott jelentését tartalmazza. 
A szöveg egyik érdekessége, hogy az Andes 09:00 körül rádión közölte az Alcantarával, miszerint a keresett német hajó két kéménnyel rendelkezik. Ez a részlet arról árulkodik, a briteknek tudomásuk volt arról, hogy a német segédcirkáló eredetileg – az ilyen méretű teherhajóktól szokatlan módon – több kéménnyel rendelkezett. A hátsót azonban a kifutása előtt eltávolították róla, mivel az átépítése révén szükségtelenné vált. Látszólag a briteknek erről nem volt tudomásuk, így erre az utolsó napokban kerülhetett sor.
A Wardle által említett M. N. jelzés a megállásra való felszólítás nemzetközi jele. Wardle nem említi, hogy a Greif leadta (megismételte) volna az Andes gyanús hajót említő jelzését közvetlenül a tűzharc előtt. Wardle szerint a német hajó bár bevonta a norvég lobogókat, de mást nem vont fel helyettük és ezután felségjelzések nélkül harcolt volna. Ellenben még Corbettnél is az szerepel, hogy a Greif felvont lobogókkal süllyedt el.
Wardle már az első német lövést találatként említi, mely a hajója belső kommunikációs berendezéseiben tett nagy kárt. Ezzel szemben a német visszaemlékezések szerint csak a második sortűzzel értek el először találatokat, de nem a hídon, hanem a vízvonal mentén.
A németek elsőként kilőtt torpedójáról azt állítja, a tat mögött ment el. A németek szerint viszont mindkét céltévesztő torpedó előtte haladt el – az első esetében a sebességének túlbecsülése miatt. Az elszenvedett torpedótalálatot a jelentés nem említi, de ez okozta a hajó említett gyors megdőlését.
Az angol szövegben több helyen is zárójelben szerepel az „igaz” szó (true), aminek oka a szerkesztő számára ismeretlen, ezért változatlan formában bent hagyta a fordításban. (A szöveg végén Wardle és Jellicoe tengernagy aláírása szerepelhet, de ezeket a szöveg – talán mert nem nyomtatott betűk – nem tartalmazza.)

„
1916. március 1.
Uram, az a megtiszteltetés ért, hogy jelenthetem, február 29-én kedden D.E. 9 órakor hozzávetőleg a 61 – 45. É., 0.58. K. pozícióban voltam, [miután] a H. M. S. “Andes”-t a 61.50.É, 1.0.K koordinátán a velem való találkozásra utasítottam titkos papírok átadása végett.
D.E. 8.55-kor bal oldalon elől füstöt jelentettek, É.75.Ny irányban (true) és szinte ugyanekkor jelzés érkezett az “Andes”-ről azt állítva, hogy ellenséget észlelt, É.K. felé tartva, 15 csomós sebességgel – és egy másik jelzésében –, melyben azt olvastam, hogy két kéménnyel rendelkezik.
Azonnal teljes sebességre gyorsítottam és a füst felé vettem az irányt.
D.E. 9.10-kor észleltem az “Andes”-t, távolodva [hull down] É. fele (true), és É.K. felé tartva. (true)
D.E. 9.15-kor az idegen hajótól 6000 yard távolságra felvontam az M.N. jelzést és két lövést adtam le vaktölténnyel.
Az idegen hajó azonnal megállt és a „Megálltam” jelzést adta le.
Majd felvonta a M.G. VI  [azonosítási] számot, ami nem szerepelt az “Összes országok hajóinak jelzései” [Signal letters of ships of all countries] nálam lévő nyomtatványában.
A legénység a harcállásánál volt és az ágyúkat az idegen hajóra irányozták.
Nagyjából ekkor, D.E. 9.20-kor, az  “Ellenség D.K.-ire változtatta a menetirányt” jelzés érkezett az “Andes”-től, és láttam ahogy az “Andes” is D.K.-i irányra állt és nyilvánvalóan csökkentette a sebességét. Ezáltal közeledett felénk.
Mikor 4,000 [yardra] kerültünk az idegen hajótól, a menetirányomat balra módosítottam a távolság tartása érdekében, közben jelzéseket adtam le neki.
Ekkor láthatóvá vált, hogy norvég [nemzeti] színek voltak felvonva rajta, és norvég zászlók voltak az oldalára festve a “RENA” névvel.
Ekkor az “Andes”-nek fényjelzésekkel a “Gyanús hajót állítottam meg, az ellenség még mindig látható” jelzést adtam le. Erre nem kaptam választ.
A jelzésemre válaszul az idegen azt jelezte, hogy Rio de Janeiróból tart Trondheimbe.
Ezek a részletek, a mérete és az útiránya mind megegyeztek a Lloyd’s bizalmas hajólistájával. [Lloyd’s confidential list of ships]
Mivel nem kaptam választ az “Andes” részéről, úgy döntöttem fegyveres őrséget [armed guard] küldök át a meglehetősen normálisnak tűnő idegen hajó fedélzetére, majd továbbhaladok az “Andes” ellenséggel szembeni megsegítésére, mikor D.D.K.-i irányban füst lett észlelve. (true)
Miközben felkészítettük az őrséget, a sebességet 14 csomóra mérsékeltem és az idegen hajó tatja mögé tértünk ki.
9.35-kor az “Andes” az “Ez a gyanús hajó” (“That is the suspicious vessel”) jelzést adta le.
9.40-kor a csónak készen állt a leengedéshez és az idegen bal hátsó feléhez közelítettem, mikor észrevettem, hogy a zászlótartó rúdja leesik a tatról és az emberek egy ágyút tesznek szabaddá a tatján.
Ugyanebben a pillanatban az idegen hajó kilőtt egy lövedéket a hajóhídunkra, mely a kormányszerkezet telemotorját [telemotor steering gear], a gépterem telegráfját és az összes telefonkészüléket kiiktatta a hídon, továbbá emberekkel végzett és sebesített meg.
A zászló felfestésű elemeket leengedték az oldalairól és lobogó nélkül harcolt.
Azonnal teljes sebességgel való haladásra és a tűz megnyitására adtam parancsot. A távolság 2000 yard volt.
Egy küldönc lett hátraküldve a hátsó kormányszerkezettel való összeköttetéshez és minden további kormányzás a hátsó vezérlőből történt.
Az ellenség hirtelen megindult és jobbra kanyarodott nagy robbanóerejű gránátokat kilőve, melyek közül néhány nagyon rövid volt, de sok találat érte a hajót a középső részének vízvonalán, behatolva az 1-es számú szénraktárba, mely félig üres volt, és a gépterembe.
10.2-kor az ellenség torpedót lőtt ki, ami a tatunk alatt haladt el, jobb oldali kormánylapát-állással lett kikerülve.
A mi hátulsó baloladali 6 hüvelykesünk első lövedéke az ellenség hátulsó ágyújának lőszerét találta el és harcképtelenné tette.
A német foglyok azt állítják, hogy a harmadik sortüzünk minden lövedéke eltalálta az ellenséget. 10.15-kor az ellenség erősen lángokban állt a hídjánál, 5500 yard távolságra. Nyilvánvalóan megállt.
10.22-kor csónakok váltak láthatóvá amint elhagyták a füstfelhőbe burkolózott ellenséges hajót.
A tüzelés beszüntetésére adtam utasítást, Őfelsége hajója kezdett megdőlni a jobb oldalára, majd hirtelen a bal oldalára dőlt.
Az ellenség körüli füst eloszlott és még leadott még egy lövést.
Ekkor tűparancsot adtam ki, de 10.35-kor Őfelsége Hajója erősen megdőlt a bal oldalára és süllyedni kezdett. Ezért utasítást adtam a tüzelés beszüntetésére, a csónakoknál való gyülekezésre [boat stations], a hajtóművek leállítására. A hajtóművek leállítására felszólító parancs már nem ért célba, de azok nyilvánvalóan maguktól leálltak a vízbetörés miatt.
Minden erőfeszítés meg lett téve a csónakok leengedéséhez és a sebesültek megmentéséhez, de számos csigasor [falls] át lett lőve és emberek estek a vízbe. – Őfelsége Hajója nagyjából 3 csomóval haladt láthatóan erősen jobbra állított kormánylapáttal, de [?] a hajó jobbra kanyarodott.
11.2.-kor Őfelsége Hajója elsüllyedt.
Legalább 15 csónak és egy nagy tutaj távolodott el tőle.
Őfelsége Hajói a “Comus” és a “Munster” gyorsan közeledtek, a “Munster” az emberéletek kimentésébe kezdett, míg a “Comus” az “Andes” felé tartott, mely látszólag egész idő alatt nagyjából 8000 yarddal távolabb helyezkedett és újra tüzet nyitott a még mindig hevesen lángoló ellenségre.
Az a véleményem, hogy az ellenséges hajót 10.30-ra teljesen elhagyták és az ezután eldördült lövést egy túlhevült ágyú adta le. A foglyok állításai ezt alátámasztják.
A “Comus”-ról rádióüzenet érkezett, de a dekódolt üzenet nem érte el már a parancsnoki hidat és én emiatt nem voltam tisztában azzal, hogy a segítség már úton van.
Az a megtiszteltetés ért, hogy jelenthetem, Őfelsége Hajójának tisztjei és legénysége nagy bátorsággal harcoltak és senki nem hagyta el a helyét míg erre parancsot nem kapott és én személyesen voltam tanúja olyan eseteknek, mikor egyesek nagy veszélyek közepette segítették sebesült bajtársaikat.
Egy teljes jelentés később kerül benyújtásra.
A pontos időpontokat valószínűleg módosítja majd a kivizsgálás. Az itt megadottak a navigációs tiszt [Navigating Lieutenant] visszaemlékezései alapján szerepelnek, aki stopperórát használt, de a jegyzetfüzetét elveszítette míg a vízben volt.
A H. M. S. “COMUS” fedélzetén lévő túlélők listája mellékelve megtalálható.
Megtiszteltetés számomra,
Uram,
hogy alás szolgád lehetek,
Captain
Őfelsége Hajóinak főparancsnoka.
Grand Fleet. ”

## Fordítás
- Ez a szócikk részben vagy egészben  az   Action of 29 February 1916 című angol Wikipédia-szócikk ezen változatának fordításán alapul.  Az eredeti cikk szerkesztőit annak laptörténete sorolja fel. Ez a jelzés csupán a megfogalmazás eredetét és a szerzői jogokat jelzi, nem szolgál a cikkben szereplő információk forrásmegjelöléseként.

## További olvasmányok
- Chalmers, Rear Admiral W. S.. The Life and Letters of David Earl Beatty. London: Hodder and Stoughton (1951). OCLC 220020793
- Massie, R. K.. Castles of Steel: Britain, Germany and the Winning of the Great War at Sea, Pimlico, London: Jonathan Cape (2004). ISBN 1-8441-3411-3